# Diem (валюта)
Diem (попередньо відома як Libra, GlobalCoin, чи Facebook Coin) — криптовалюта, що у 2020 році планувала випускати американська соціальна мережа Facebook. Її офіційно анонсували 18 червня 2019 року разом із випуском білої книги.
Планувалось, що на початковому етапі Libra буде використовуватися для грошових переказів, що здійснюються у різних валютах. Таким чином, вона складе пряму конкуренцію таким послугам, як Western Union, за користування якими знімається значна комісія. Оплата ж за перекази у новій криптовалюті повинна бути значно меншою. Крім того, якщо обліковий запис користувача Libra буде з'єднаний з його банківським рахунком, можна буде обміняти електронні гроші на іншу валюту безпосередньо на смартфоні.
Попередньо, Facebook заснував Libra Association, уклавши партнерську угоду з 28 великими компаніями, так чи інакше пов'язаними з електронними платежами, зокрема з MasterCard та Uber. Щоб уникнути волатильності, Libra забезпечуватиметься фінансовими активами, такими як казначейські цінні папери.
В грудні 2020 року корпорація Facebook відмовилась від планів просування криптовалюти Libra та переіменувала проект на Diem, щоб дистанціюватися публічно то юридично. Всі права були передані компанії Diem Association, яка була продана на початку 2022 року.

## Критика
Деякі експерти критикують нову криптовалюту, згадуючи про витік даних 87 млн користувачів Facebook (дії Cambridge Analytica). Вони зазначають, що якщо раніше у зловмисників з'явилися дані про дні народження користувачів, то після введення криптовалюти, зловмисники можуть отримати доступ до коштів користувачів.